# Якшинка
Якшинка — река в России, протекает в Киришском районе Ленинградской области.
Исток — на юго-западе болота Зеленецкие Мхи. Является левой составляющей реки Чёрной, которую образует, сливаясь с Чученской. Длина реки — 12 км.
Протекает по незаселённой заболоченной местности, ближайший населённый пункт — Мотохово — находится в 5 км западнее устья реки.

## Данные водного реестра
По данным государственного водного реестра России относится к Балтийскому бассейновому округу, водохозяйственный участок реки — Волхов, речной подбассейн реки — Волхов. Относится к речному бассейну реки Нева (включая бассейны рек Онежского и Ладожского озера).
По данным геоинформационной системы водохозяйственного районирования территории РФ, подготовленной Федеральным агентством водных ресурсов:
- Код водного объекта в государственном водном реестре — 01040200612102000019414
- Код по гидрологической изученности (ГИ) — 102001941
- Код бассейна — 01.04.02.006
- Номер тома по ГИ — 2
- Выпуск по ГИ — 0